# Svinekød
Svinekød eller flæsk er kød fra svin. I daglig tale bruges flæsk om svinets fede partier, mens de magre kaldes kød. Svinekød er det mest almindelige kød for kinesere, thailændere, vietnamesere og til en vis grad amerikanere. Det er forbudt jøder og muslimer at spise svinekød. Det er hverken kosher eller halal.
Europas befolkning har spist svinekød allerede fra landbrugets indførelse, og der eksisterer ikke noget tabu mod det. Derimod var det ilde set at spise hestekød, da kristendommen vandt frem. Forordninger fra Christian den 7. søgte at overbevise om, at hestekød var spiseligt.
Danskernes forbrug af svinekød har været støt stigende siden 1960'erne, mens forbruget af oksekød har været stabilt.
Siden 2018 er betegnelsen for svinekød ændret til grisekød, angiveligt pga. at dette ord er mest brugt af ungdommen.
Oprindelig betegnede svin arten og det voksne dyr, mens gris betegnede ungerne; men denne skelnen kan ikke længere opretholdes.
Hakket grisekød kaldes flæskefars.